# Васари, Габор фон
Га́бор фон Ва́сари (венг. Vaszary Gábor; 7 июня 1897, Будапешт — 22 мая 1985, Лугано) — венгерский писатель и сценарист. Брат венгерской актрисы Пири Васари.

## Биография
В 1924 году Васари отправился учиться в Париж и вернулся на родину в Венгрию в 1932 году. В 1947 году эмигрировал в Швейцарию и работал на радио «Свободная Европа».
Его дебютный роман «Монпти» увидел свет в 1934 году. В нём автор с юмором поделился своими впечатлениями от Парижа и историей любви к парижской стенографистке. Роман Васари был экранизирован в 1957 году Хельмутом Койтнером, главные роли в ленте «Монпти» исполнили Хорст Буххольц и Роми Шнайдер.

## Сочинения
- Mesekönyv (1928)
- Монпти — Monpti (1934)
- Ő (1935)
- Csak te! (1936)
- Vigyázz, ha jön a nő (1936)
- Ketten Párizs ellen (1938)
- Kislány a láthatáron (1939)
- A szőkékkel mindig baj van (1939)
- Hárman egymás ellen (1939)
- Az ördög nem alszik (1940)
- Tavaszi eső (1941)
- Káin (1942)
- Alszik az Isten (1943)
- Volt egyszer (1943)
- Bubus (1944)
- Wir werden das Kind schon schaukeln (1952)
- Die Sterne erbleichen (1957)
- Wenn Frauen schwindeln (1957)
- Kuki (1963)
- Frühlingsregen (1965)
- Man nannte sie Celine (1975)